# STROLL AND ROLL
『STROLL AND ROLL』（ストロール・アンド・ロール）は日本のロックバンド、the pillowsの20枚目のアルバム。

## 概要
前作『ムーンダスト』より1年6か月ぶりに発売された通算20枚目、第四期ピロウズとしては2枚目となるオリジナルアルバムである。
先行配信シングル「カッコーの巣の下で」と「レディオテレグラフィー（the pillows & 佐々木亮介／FM802独占オンエア楽曲・非発売）」のthe pillowsバージョンを収録。

タイトルに含まれる「STROLL」は“散歩する”という意味で、山中本人のアルバム制作当時の気分を表しており、前作よりもさらに「ロックンロール」を押し出したアルバムとなっている。

本作は5名のゲストベーシストを迎えて制作されており、結成メンバーであり約24年ぶりのレコーディング参加となる上田健司、山中さわおとはTHE PREDATORSで活動を共にするJIRO（GLAY）、the pillowsのトリビュート盤にも参加しバンド同士の交流も深い宮川トモユキ（髭）、第二期～第三期初期ピロウズのサポートベーシストである鹿島達也、2015年よりライブのサポートも務める有江嘉典（VOLA & THE ORIENTAL MACHINE）が参加した。

なお、先行配信シングル「カッコーの巣の下で」は後にCD版としてライブ会場・通販限定で発売され、カップリング曲の「ベラドンナ」では宮川、「エターナルトレジャー」では鹿島がそれぞれベースを担当している。

the pillowsがavex traxから山中主宰のDELICIOUS LABELに移籍したため、本作より販売元DELICIOUS LABEL、発売元キングレコードとなった。

## 収録曲
作詞・作曲：山中さわお（全曲）[]内は担当ベーシスト
1. デブリ（3:36）[鹿島達也]
2. カッコーの巣の下で （4:40）[JIRO]
3. I RIOT （3:53）[上田健司]
4. ロックンロールと太陽 （2:15）[有江嘉典]
5. Subtropical Fantasy （3:18）[宮川トモユキ]
6. エリオットの悲劇 （3:42）[上田健司]
7. ブラゴダルノスト （4:22）[有江嘉典]
8. レディオテレグラフィー （3:50）[有江嘉典]
9. Stroll and roll （3:59）[JIRO]
10. Locomotion, more! more! （3:03）[有江嘉典]

## DVD
1. カッコーの巣の下で （MV）
2. デブリ （MV）
3. Locomotion, more! more! （MV）